# Campeonato Brasileiro Série A 2024
Il Campeonato Brasileiro Série A 2024 (in italiano: Campionato Brasiliano Serie A 2024), anche noto come Brasileirão Betano 2024 per motivi di sponsorizzazione, è stata la 68ª edizione del massimo campionato brasiliano di calcio, la 21ª con questo formato. Il campionato è iniziato il 14 aprile 2024 ed è terminato l'8 dicembre successivo.
Il Botafogo ha conquistato il campionato per la terza volta nella propria storia.

## Stagione

### Novità
Al termine della scorsa stagione sono state retrocesse le ultime 4 classificate: Santos, Goiás, Coritiba e América-MG. Al loro posto, dalla Série B sono stati promossi Vitória, Juventude, Criciúma, Atl. Goianiense.

### Formula
Le 20 squadre partecipanti giocano un girone all'italiana con partite di andata e ritorno, per un totale di 38 giornate. Al termine del campionato, la prima classificata è campione del Brasile e si qualifica per la Coppa Libertadores 2025, insieme con le squadre dal secondo al sesto posto, mentre le 6 squadre dal settimo al dodicesimo posto ottengono la qualificazione per la Coppa Sudamericana 2025. Le ultime quattro classificate sono invece retrocesse in Série B.

## Squadre partecipanti
| Squadra          | Città             | Stato             |
| ---------------- | ----------------- | ----------------- |
| Atl. Goianiense  | Goiânia           | Goiás             |
| Atlético Mineiro | Belo Horizonte    | Minas Gerais      |
| Athl. Paranaense | Curitiba          | Paraná            |
| Bahia            | Salvador          | Bahia             |
| Botafogo         | Rio de Janeiro    | Rio de Janeiro    |
| Corinthians      | San Paolo         | San Paolo         |
| Criciúma         | Criciuma          | Santa Catarina    |
| Cruzeiro         | Belo Horizonte    | Minas Gerais      |
| Cuiabá           | Cuiabá            | Mato Grosso       |
| Flamengo         | Rio de Janeiro    | Rio de Janeiro    |
| Fluminense       | Rio de Janeiro    | Rio de Janeiro    |
| Fortaleza        | Fortaleza         | Ceará             |
| Grêmio           | Porto Alegre      | Rio Grande do Sul |
| Internacional    | Porto Alegre      | Rio Grande do Sul |
| Juventude        | Caxias do Sul     | Rio Grande do Sul |
| Palmeiras        | San Paolo         | San Paolo         |
| RB Bragantino    | Bragança Paulista | San Paolo         |
| San Paolo        | San Paolo         | San Paolo         |
| Vasco da Gama    | Rio de Janeiro    | Rio de Janeiro    |
| Vitória          | Salvador          | Bahia             |

## Allenatori
| Squadra          | Allenatore                                       |
| ---------------- | ------------------------------------------------ |
| Atl. Goianiense  | - Jair Ventura - Vagner Mancini - Umberto Louzer |
| Athl. Paranaense | - Cuca - Martín Varini - Lucho González          |
| Atlético Mineiro | - Gabriel Milito                                 |
| Bahia            | - Rogério Ceni                                   |
| Botafogo         | - Artur Jorge                                    |
| Corinthians      | - António Oliveira - Ramón Díaz                  |
| Criciúma         | - Cláudio Tencati                                |
| Cruzeiro         | - Fernando Seabra - Fernando Diniz               |
| Cuiabá           | - Petit - Bernardo Franco                        |
| Flamengo         | - Tite - Filipe Luís                             |
| Fluminense       | - Fernando Diniz - Mano Menezes                  |
| Fortaleza        | - Juan Pablo Vojvoda                             |
| Grêmio           | - Renato Gaúcho                                  |
| Internacional    | - Eduardo Coudet - Roger Machado                 |
| Juventude        | - Roger Machado - Jair Ventura - Fábio Matias    |
| Palmeiras        | - Abel Ferreira                                  |
| RB Bragantino    | - Pedro Caixinha - Fernando Seabra               |
| San Paolo        | - Thiago Carpini - Luis Zubeldía                 |
| Vasco da Gama    | - Ramón Díaz - Álvaro Pacheco - Rafael Paiva     |
| Vitória          | - Léo Condé - Thiago Carpini                     |

## Classifica finale
Aggiornata al 10 dicembre 2024
|       | Pos. | Squadra          | Pt | G  | V  | N  | P  | GF | GS | DR  |
| ----- | ---- | ---------------- | -- | -- | -- | -- | -- | -- | -- | --- |
| [ 4 ] | 1    | Botafogo         | 79 | 38 | 23 | 10 | 5  | 59 | 29 | +30 |
|       | 2    | Palmeiras        | 73 | 38 | 22 | 7  | 9  | 60 | 33 | +27 |
| [ 5 ] | 3    | Flamengo         | 70 | 38 | 20 | 10 | 8  | 61 | 42 | +19 |
|       | 4    | Fortaleza        | 68 | 38 | 19 | 11 | 8  | 53 | 39 | +14 |
|       | 5    | Internacional    | 65 | 38 | 18 | 11 | 9  | 53 | 36 | +17 |
|       | 6    | San Paolo        | 59 | 38 | 17 | 8  | 13 | 53 | 43 | +10 |
|       | 7    | Corinthians      | 56 | 38 | 15 | 11 | 12 | 54 | 45 | +9  |
|       | 8    | Bahia            | 53 | 38 | 15 | 8  | 15 | 49 | 49 | 0   |
|       | 9    | Cruzeiro         | 52 | 38 | 14 | 10 | 14 | 43 | 41 | +2  |
|       | 10   | Vasco da Gama    | 50 | 38 | 14 | 8  | 16 | 43 | 56 | -13 |
|       | 11   | Vitória          | 47 | 38 | 13 | 8  | 17 | 45 | 52 | -7  |
|       | 12   | Atlético Mineiro | 47 | 38 | 11 | 14 | 13 | 47 | 54 | -7  |
|       | 13   | Fluminense       | 46 | 38 | 12 | 10 | 16 | 33 | 39 | -6  |
|       | 14   | Grêmio           | 45 | 38 | 12 | 9  | 17 | 44 | 50 | -6  |
|       | 15   | Juventude        | 45 | 38 | 11 | 12 | 15 | 48 | 59 | -11 |
|       | 16   | RB Bragantino    | 44 | 38 | 10 | 14 | 14 | 44 | 48 | -4  |
|       | 17   | Athl. Paranaense | 42 | 38 | 11 | 9  | 18 | 40 | 46 | -6  |
|       | 18   | Criciúma         | 38 | 38 | 9  | 11 | 18 | 42 | 61 | -19 |
|       | 19   | Cuiabá           | 30 | 38 | 6  | 12 | 20 | 29 | 49 | -20 |
|       | 20   | Atl. Goianiense  | 30 | 38 | 7  | 9  | 22 | 29 | 58 | -29 |

Legenda 2025:
     Campione del Brasile e ammessa alla Coppa Libertadores e Supercopa do Brasil
     Ammesse alla fase a gironi della Coppa Libertadores
     Ammesse ai preliminari della Coppa Libertadores
     Ammesse alla fase a gironi della Coppa Sudamericana
     Retrocesse in Série B
Note:
Tre punti a vittoria, uno a pareggio, zero a sconfitta.

### Tabellone
|                  | ATG  | ATM  | ATP  | BAH  | BOT  | COR  | CRI  | CRU  | CUI  | FLA  | FLU  | FOR  | GRE  | INT  | JUV  | PAL  | RBB  | SPA  | VAS  | VIT  |
| ---------------- | ---- | ---- | ---- | ---- | ---- | ---- | ---- | ---- | ---- | ---- | ---- | ---- | ---- | ---- | ---- | ---- | ---- | ---- | ---- | ---- |
| Atl. Goianiense  | –––– | 1-0  | 1–2  | 1–1  | 1–4  | 2–2  | 1–2  | 0–1  | 0-0  | 1-2  | 1–0  | 3-1  | 1–1  | 1–0  | 2–1  | 0-1  | 0-0  | 0–3  | 0–1  | 0–2  |
| Atlético Mineiro | 1-1  | –––– | 1–1  | 1-1  | 0-0  | 2–1  | 1-1  | 3-0  | 1–1  | 2–4  | 0–2  | 1–1  | 2–1  | 1-3  | 2-3  | 0–4  | 3–0  | 2–1  | 2–0  | 2–2  |
| Atl. Paranaense  | 2-0  | 1-0  | –––– | 1–3  | 0–1  | 1–1  | 3–1  | 3-0  | 4-0  | 1-1  | 1-1  | 1–1  | 0–2  | 1-0  | 1–2  | 0–2  | 1-2  | 1–2  | 1-0  | 1-2  |
| Bahia            | 2-0  | 3–0  | 1-1  | –––– | 0–0  | 0–1  | 1–0  | 4–1  | 1–2  | 0–2  | 2-1  | 1-0  | 1-0  | 1–1  | 2–0  | 1-2  | 1-0  | 0-3  | 2–1  | 2–0  |
| Botafogo         | 1-0  | 3–0  | 1–1  | 1-2  | –––– | 2–1  | 1–1  | 0–3  | 0-0  | 4–1  | 1–0  | 2–0  | 0–0  | 1–0  | 5-1  | 1–0  | 2–1  | 2-1  | 3-0  | 1-1  |
| Corinthians      | 3–0  | 0-0  | 5–2  | 3-0  | 0-1  | –––– | 2–1  | 2-1  | 1–1  | 2–1  | 3-0  | 0-0  | 2–2  | 2–2  | 1–1  | 2-0  | 1–1  | 2-2  | 3-1  | 3–2  |
| Criciúma         | 2–0  | 2–1  | 0–0  | 2-2  | 2–1  | 2-4  | –––– | 1–0  | 2-5  | 0-3  | 1–1  | 1–1  | 0–1  | 1–1  | 1-1  | 1-2  | 1–0  | 1-1  | 2–2  | 0-1  |
| Cruzeiro         | 3–1  | 0–0  | 2–0  | 1–1  | 3-2  | 3–0  | 2-1  | –––– | 2-1  | 0-1  | 2–0  | 1–2  | 1-1  | 0–0  | 2–0  | 1-2  | 2–1  | 0–1  | 1–1  | 3-1  |
| Cuiabá           | 0–0  | 0-3  | 1–2  | 1-2  | 1–2  | 0-1  | 2–1  | 0–0  | –––– | 1-2  | 0–1  | 5-0  | 1–3  | 0-1  | 0–0  | 0-2  | 1–1  | 2–0  | 1-2  | 0–0  |
| Flamengo         | 2–0  | 0-0  | 1–0  | 2–1  | 0–2  | 2–0  | 2–1  | 2–1  | 1–1  | –––– | 0–2  | 1–2  | 2-1  | 3-2  | 4-2  | 1–1  | 2–1  | 2-1  | 1–1  | 2-2  |
| Fluminense       | 1-2  | 2-2  | 1-0  | 1–0  | 0–1  | 0–0  | 0-0  | 1–0  | 1-0  | 0–1  | –––– | 2-2  | 2-2  | 1–1  | 1-1  | 1–0  | 2-2  | 2–0  | 2–1  | 0–1  |
| Fortaleza        | 3–1  | 1–1  | 1–0  | 4–1  | 1-1  | 1–0  | 1–0  | 1-1  | 1–0  | 0-0  | 1–0  | –––– | 1–0  | 3-0  | 2–1  | 3–0  | 1-1  | 1–0  | 3-0  | 3–1  |
| Grêmio           | 3-1  | 2–3  | 2-0  | 0–2  | 1-2  | 0-3  | 1–2  | 0–2  | 1-0  | 3–2  | 1–0  | 3–1  | –––– | 0–1  | 2-2  | 2–2  | 0-2  | 2-1  | 1–0  | 2–0  |
| Internacional    | 1-1  | 1–2  | 2–2  | 2-1  | 0-1  | 1–0  | 2-0  | 1–0  | 3–0  | 1-1  | 2-0  | 2–1  | 1–0  | –––– | 2–1  | 1–1  | 4-1  | 0-0  | 1–2  | 3–1  |
| Juventude        | 1-0  | 1–1  | 1-1  | 2-1  | 3–2  | 2–0  | 1–2  | 0-1  | 1-1  | 2–1  | 2–1  | 0-3  | 3–0  | 1–3  | –––– | 3-5  | 1–1  | 0–0  | 2–0  | 1-1  |
| Palmeiras        | 3–1  | 2–1  | 0-2  | 2–0  | 1-3  | 2–0  | 5–0  | 2–0  | 5–0  | 0-0  | 0-1  | 2-2  | 1-0  | 0-1  | 3–1  | –––– | 2–1  | 2–1  | 2-0  | 0–2  |
| RB Bragantino    | 3–1  | 1-2  | 1–0  | 2–1  | 0-1  | 1-0  | 5-1  | 1-1  | 0-0  | 1-1  | 0–1  | 1–2  | 2–2  | 2–2  | 2-1  | 0–0  | –––– | 1-1  | 2-1  | 2–1  |
| San Paolo        | 1–0  | 2-2  | 2-1  | 3–1  | 2–2  | 3–1  | 2–1  | 2-0  | 0–1  | 1–0  | 2-1  | 1-2  | 1–0  | 1–3  | 1-2  | 0-0  | 2–0  | –––– | 3–0  | 2–1  |
| Vasco da Gama    | 2-2  | 2-0  | 2–1  | 3-2  | 1–1  | 2–0  | 0-4  | 0–0  | 1-0  | 1-6  | 2–0  | 2–0  | 2-1  | 0-1  | 1–1  | 0–1  | 2–2  | 4–1  | –––– | 2-1  |
| Vitória          | 0-2  | 4–2  | 0–1  | 2-2  | 0–1  | 1-2  | 2-1  | 2–1  | 1–0  | 1–2  | 2-1  | 2-0  | 1-1  | 2-1  | 1–0  | 0-1  | 1–0  | 1-3  | 0–1  | –––– |